# Senna viarum
Senna viarum är en ärtväxtart som först beskrevs av Elbert Luther Little, och fick sitt nu gällande namn av Howard Samuel Irwin och Rupert Charles Barneby. Senna viarum ingår i släktet sennor, och familjen ärtväxter. Inga underarter finns listade i Catalogue of Life.